# Christopher Polhem

Christopher Polhem mit Nordstern-Orden am Bande, porträtiert 1741 von Johan Henrik Scheffel

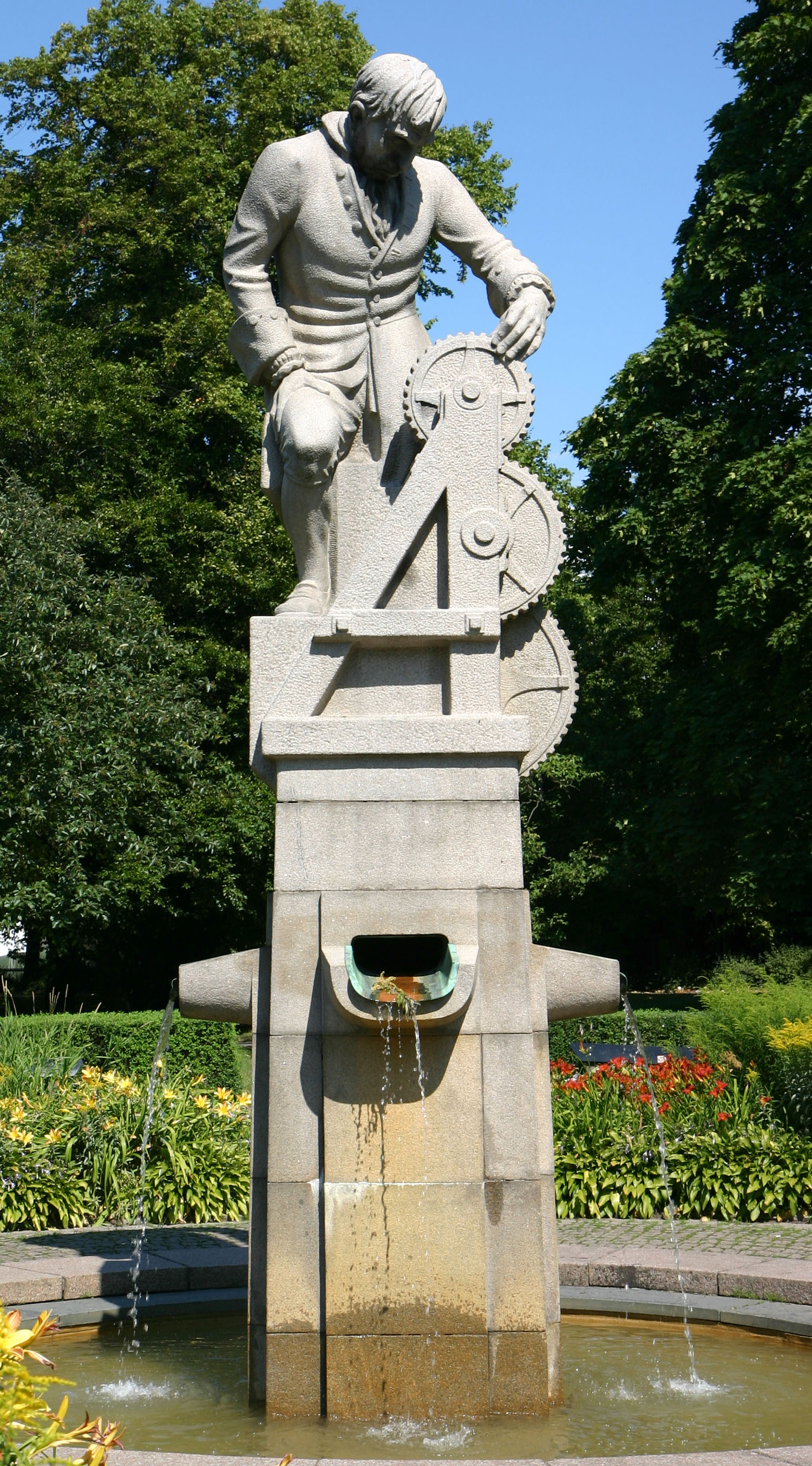
Denkmal für Christopher Polhem in Göteborg (errichtet 1951)

Christopher Polhem (auch Polhammar; * 18. Dezember 1661 in Tingstäde, Gotland; † 30. August 1751 in Stockholm) war ein schwedischer Wissenschaftler und Erfinder sowie Mitglied der schwedischen Akademie der Wissenschaften. Aufgrund seiner Bedeutung wird er auch „Vater der wissenschaftlichen Technik Schwedens“ genannt.

## Leben und Werdegang
Polhem war ein Sohn des Wulf Christoffer Polhammar (1606–1669), der über den Seeweg nach Gotland kam und sich später als Kaufmann in Visby niederließ. Dessen Vater war aufgrund religiöser Verfolgung nach Pommern ausgewandert und änderte den Namen von Polheimer auf Polhammer. Polhems Mutter war Christina Ericsdotter (geborene Schening; 1625–1715) die sein Vater 1660 geheiratet hatte.
Polhem studierte ab 1687 an der Universität Uppsala Mathematik und Physik. 1697 gründete er die erste schwedische Ingenieursschule, das Laborium mechanicum in Stockholm (später nach Falun bzw. Stjärnsund verlegt). Für die Unterweisung seiner Schüler schuf Polhem eine Sammlung von Holzmodellen, anhand derer verschiedene mechanische Bewegungsabläufe erklärt werden konnten, das so genannte mechanische Alphabet.
Im Sommer 1707 war er mehrere Wochen im Oberharz, um die dortigen Bergbauanlagen zu inspizieren und Vorschläge für mechanische Neuerungen zu unterbreiten. Eine Folge dieses Besuchs war darüber hinaus die Aussendung des Markscheiders Bernhard Ripking und des Zimmermanns Christian Schwartzkopfs aus dem Harz zur Ausbildung nach Schweden, um bei Polhem zu lernen.

Holzmodell

Er wurde 1716 geadelt und änderte seinen Namen von Polhammar in Polhem. In Stjärnsund baute er mehrere Manufakturen auf, deren Anlagen mit Wasserkraft betrieben wurden.
Polhem war auch mit dem Entwurf der Schleusen zur Umgehung der Trollhättanfälle im Göta älv beauftragt, war damit jedoch nicht erfolgreich. Polhem wurde beauftragt, Schleusen hinter den Trollhätte-Wasserfällen im Göta-Fluss zu bauen. Sie kamen nie in Betrieb, Es gibt aber einige unvollendete Schleusen im Fallbereich in Trollhättan (Polhems slussled). Trotzdem wurden später seine Grundgedanken zur Führung und der anzuwendenden Technik zum Trollhätte-Kanal umgesetzt.
Von 1876 bis 1920 war ein nach ihm benanntes wassergetriebenes Antriebssystem zur Entwässerung von Erzgruben, das Polhemsrad, in der schwedischen Region Bergslagen in Betrieb.
Das Polhem-Schloss war ein Vorgänger des Sicherheitsschlosses, konkret war es ein frühes Vorhängeschloss.

## Familie
Polhem heiratete am 26. oder 28. Dezember 1691 die aus Deutschland stammende Maria Hoffman (24. August 1671 – 14. Oktober 1735), mit der er mehrere Kinder hatte.
- Christoffer Polhem (8. Oktober 1692 – 29. September 1708)
- Henric Polhem (10. April 1694 – 5. Juli 1695)
- Elisabeth Polhem (15. Juni 1695 – 1701)
- Henric Polhem [2] (8. April 1697 – 1701)
- Maria Polhem (10. Oktober 1698 – 27. April 1754) ⚭ 11. November 1718 mit Martin Ludvig Baron Manderström (20. August 1691 – 1. Januar 1780)
- Gabriel Polhem (11. Februar 1700 – 1772), der vom Vater zum Mechaniker ausgebildet wurde. Dieser war unter anderem in dem Bergwerk von Falun und in Trollhättan tätig, war ab 1752 Direktor der Mechanik und seit 1755 königlicher Kammerherr.
- Emerentia Polhem (25. Juni 1703 – 28. Januar 1760) ⚭ 23. Februar 1723 mit Reinhold Rücker (adelig Rückersköld, Rückerschiöld; 28. Juli 1690 – 22. August 1759)
  - Anna Maria Rückerschöld (5. Februar 1725 – 25. Mai 1805)
- Hedvig Polhem (12. Juni 1705 – 20. April 1769) ⚭ 1724 mit Carl Gripenstierna (4. Oktober 1668 – 16. August 1746).
  - Fredrik Gripenstierna (1728–1804), ließ im Jahr 1786 für Gustav III. (1746–1792), König von Schweden, ein Chiffriergerät bauen,[8] das als die älteste kryptographische Maschine der Welt gilt und vermutlich noch von Christopher Polhem selbst konzipiert worden war.[9]
- Elisabeth Polhem [2] (1. Dezember 1717 – 1. November 1787) ⚭ 1735 mit Nils Stuwe, (adelig Sandelhjelm; 1684–1760)

Sein Neffe Anders Polhammer (1705–1767) wurde als Uhrmacher bekannt.

## Ehrungen
Anlässlich von Polhems 250. Geburtstag am 18. Dezember 1911 wurde vom Verein Svenska Teknologföreningen eine Polhem-Stiftung ins Leben gerufen, die für angehende Ingenieure Reiseunterstützungen zahlte sowie eine Polhem-Gedenkmünze für wissenschaftliche Leistungen verlieh. Weitere Ehrungen sind
- der schwedische Nordstern-Orden;
- die Abbildung seines Konterfeis auf dem Heck einer Boeing 737 mit der Kennung EI-FJZ der Norwegian Air International.

Heute verleiht Sveriges Ingenjörer den Polhem-Priset (Polhem-Preis) an Erfinder und Entwickler.

## Werke
- Åtskillige Allmänne Hushålds Förlag. Stockholm 1726. urn:nbn:de:gbv:9-g-4891350

## Trivia
In dem schwedischen Kinderbuch Morgen, Findus, wird’s was geben von Sven Nordqvist träumt der Protagonist Pettersson davon, dass Christopher Polhem ihm im Traum Ratschläge zum Bau einer Maschine erteilt.